# دانيال ليندسي راسيل
دانيال ليندسي راسيل (بالإنجليزية: Daniel Lindsay Russell)‏ هو قاضي ومحامي وسياسي أمريكي، ولد في 7 أغسطس 1845 في مقاطعة برونزويك في الولايات المتحدة، وتوفي في 14 مايو 1908 في ويلمينغتون في الولايات المتحدة. حزبياً، نشط في الحزب الجمهوري. وقد انتخب عضو مجلس نواب كارولينا الشمالية (1864 – 1866) وانتخب حاكم كارولينا الشمالية ‏ (12 يناير 1897 – 15 يناير 1901) وانتخب عضو مجلس النواب الأمريكي (4 مارس 1879 – 3 مارس 1881).